# Brahima Traoré
Brahima Traoré   (Alt Volta, 24 de febrer de 1974) és un exfutbolista de Burkina Faso de la dècada de 1990 i entrenador.
Fou internacional amb la selecció de futbol de Burkina Faso. Pel que fa a clubs, destacà a ASFA Yennenga, FC Bressuire i Al Dhaid FC.
El 2012 fou entrenador assistent a Al Dhaid FC.